# Microhydromys argenteus
Microhydromys argenteus és una espècie de mamífer rosegador de la família dels múrids.

## Descripció

### Dimensions
És un rosegador de petites dimensions, amb una llargada de cap i cos de 78-86 mm, una llargada de la cua de 71-83 mm, una llargada del peu de 19-22 mm, una llargada de les orelles d'11,4-13 mm i un pes de fins a 13 g.

### Descripció
El pelatge és molt curta i tou. Les parts superiors són grisenques, mentre que les parts ventrals són més clares. El dors de les potes és clar i cobert de pèls curts i blanquinosos. La cua és una mica més curta que el cap i el cos, uniformement grisa amb la meitat terminal blanca, a vegades coberta de grans taques més clares i revestida de 17 anells d'escates per centímetre.

## Biologia

### Comportament
És una espècie terrestre.

## Distribució i hàbitat
Aquesta espècie és difosa a la part oriental i centre-oriental de Nova Guinea.
Viu als boscos molsosos a entre 380 i 1.450 metres d'altitud.

## Estat de conservació
Com que fou descoberta fa poc, l'estat de conservació d'aquesta espècie encara no ha estat avaluat formalment.